# Sarcophaga mauritiana
Sarcophaga mauritiana är en tvåvingeart som beskrevs av Günther Enderlein 1928. Sarcophaga mauritiana ingår i släktet Sarcophaga och familjen köttflugor.
Artens utbredningsområde är Mauritius. Inga underarter finns listade i Catalogue of Life.